# The Fat of the Land
The Fat of the Land – trzeci album studyjny brytyjskiego zespołu The Prodigy, wydany 30 czerwca 1997 roku nakładem wytwórni XL Recordings. Jest to jedyny album zespołu wydany jako „Prodigy”, bez „The” w nazwie. Album sprzedał się w nakładzie 10 milionów kopii i jest jednym z najpopularniejszych wydanych przez grupę. W 2012, z okazji piętnastolecia wydania The Fat of the Land, album doczekał się reedycji z 6 nowymi remiksami, zatytułowany The Added Fat EP.

## Lista utworów
1. „Smack My Bitch Up” (wokal: Shahin Badar) – 5:42
2. „Breathe” – 5:35
3. „Diesel Power” (wokal: Kool Keith) – 4:17
4. „Funky Shit” – 5:16
5. „Serial Thrilla” – 5:11
6. „Mindfields” – 5:40
7. „Narayan” (wokal: Crispian Millis) – 9:05
8. „Firestarter” – 4:40
9. „Climbatize” – 6:38
10. „Fuel My Fire” – 4:19

Wydanie japońskie
1. „Molotov Bitch” - 4:56
2. „No Man Army” (feat. Tom Morello) - 4:10

The Added Fat EP
1. „Smack My Bitch Up” (Noisia Remix) - 5:53
2. „Firestarter” (Alvin Risk Remix) - 3:18
3. „Breathe” (Zeds Dead Remix) - 4:36
4. „Mindfields” (Baauer Remix) - 3:51
5. „Breathe” (The Glitch Mob Remix) - 4:25
6. „Smack My Bitch Up” (Major Lazer Remix) - 5:05

## Twórcy
- Christian Amman – fotografia
- Shahin Bada – wokal
- Jim Davies – gitara elektryczna
- Keith Flint – wokal
- Jake Holloway – ilustracje
- Liam Howlett – produkcja, dyrektor artystyczny, miksowanie
- Alex Jenkins – dyrektor artystyczny, design, fotografia
- Kool Keith – wokal
- Maxim Reality – wokal
- Crispian Mills (Kula Shaker) – wokal
- Neil McLellan – dźwięk
- Pat Pope – fotografia
- Saffron (Republica) – wokal
- Alex Scaglia – fotografia
- Lou Smith – fotografia
- Terry Whittaker – fotografia
- Konrad Wothe – fotografia

## Notowania
| Kraj/Region | Pozycja | Status | Sprzedaż |
| ----------- | ------- | ------ | -------- |
| Węgry       | 1       |        |          |